# Alexander Wedderburn
Alexander Wedderburn, 1. hrabia Rosslyn (ur. 13 lutego 1733 w East Lothian, zm. 2 stycznia 1805 w Baylis k. Windsor) – brytyjski prawnik i polityk.
Był najstarszym synem Petera Wedderburna, lorda Chasterhall. Kształcił się w Dalkeith oraz w Royal High School w Edynburgu. W wieku 14 lat rozpoczął studia na Uniwersytecie Edynburskim. W 1754 r. rozpoczął praktykę adwokacką w Edynburgu, ale w 1757 r. został powołany do angielskiej korporacji prawniczej Inner Temple i przeniósł się do Londynu. W 1763 r. został Radcą Króla i ławnikiem Lincoln’s Inn. Początkowo pracował w okręgu północnym, ale później związał się z Sądem Kanclerskim. W 1767 r. poślubił Batty Anne Dawson, córkę i dziedziczkę Johna Dawsona z Marly w Yorkshire.
W 1761 r., dzięki poparciu lorda Bute’a, Wedderburn został wybrany do Izby Gmin jako reprezentant okręgu Ayr Burghs. W latach 1768–1769 reprezentował Okręg wyborczy Richmond. W latach 1770–1774 i 1778–1780 był deputowanym z okręgu Bishop’s Castle. W międzyczasie reprezentował okręg wyborczy Okehampton. Należał do grona stronników George’a Grenville’a. Początkowo był wielkim krytykiem rządu lorda Northa, ale w 1771 r. przyjął ofiarowane mu stanowisko radcy generalnego, co spotkało się z krytyką licznych deputowanych. Autor anominowych Listów Juniusa nazwał go nawet „zdrajcą”.
Wedderburn był wielkim zwolennikiem siłowego rozwiązania konfliktu w amerykańskich koloniach. W czerwcu 1778 r. otrzymał stanowisko prokuratora generalnego. W czerwcu 1780 r. otrzymał tytuł 1. barona Loughborough i zasiadł w Izbie Lordów. Otrzymał także stanowisko przewodniczącego Sądu Spraw Pospolitych. W koalicyjnym gabinecie Portlanda w 1783 r., kiedy urząd lorda kanclerza był sprawowany komisyjnie, Loughborough należał do najważniejszych lordów komisarzy Wielkiej Pieczęci. Przez kolejne lata był uznawany za czołowego polityka wigowskiej opozycji w Izbie Lordów.
W obliczu wydarzeń rewolucji francuskiej doszło na początku lat 90. do rozłamu wewnątrz partii wigów. Część działaczy, z Charlesem Jamesem Foxem na czele, pozostała w opozycji, ale większość, obawiając się narastającego radykalizmu rewolucji, poparła rząd Williama Pitta Młodszego. Wśród nich znalazł się także Loughborough, który opuścił partię wigów w 1792 r. W styczniu 1793 r. został Lordem Kanclerzem i pozostał na tym stanowisku do upadku gabinetu w 1801 r.
Jego pierwsza żona zmarła bezpotomnie w 1781 r. Rok później Loughborough poślubił Charlotte Courtenay, córkę Williama Courtenaya, wicehrabiego Courtenay. Małżonkowie mieli razem jednego syna, ale zmarł on w dzieciństwie. W 1795 r. Wedderburn otrzymał kolejny tytuł barona Loughborough, który mógł być dziedziczony przez krewnych nie będących zstępnymi. W 1801 r., już po utracie urzędu, otrzymał na takich samych zasadach tytuł 1. hrabiego Rosslyn i pensję w wysokości 4000 funtów rocznie.
Po 1801 r. Rosslyn rzadko udzielał się w życiu publicznych. Od 1799 r. był honorowym wiceprezesem Foundling Hospital. Zmarł w 1805 r. Został pochowany 11 stycznia w katedrze św. Pawła. Tytuł parowski odziedziczył jego siostrzeniec, James St Claire-Erskine.